# Pseudomys australis
Il topo australiano delle pianure (Pseudomys australis  Gray, 1832) è un roditore della famiglia dei Muridi endemico dell'Australia

## Descrizione
Roditore di piccole dimensioni, con la lunghezza della testa e del corpo tra 100 e 140 mm, la lunghezza della coda tra 90 e 120 mm, la lunghezza del piede tra 25 e 30 mm, la lunghezza delle orecchie tra 20 e 25 mm e un peso fino a 75 g.

La pelliccia è lunga e soffice. Il corpo è tozzo. Le parti superiori sono grigio-brunastre scure. Il muso è arrotondato. Le orecchie sono grandi. Le parti ventrali sono giallo-brunastre, con la base dei peli grigia. Le mani e i piedi sono bianco-giallastri. La coda è più lunga della testa e del corpo, ricoperta densamente di lunghi peli, è grigia sopra e bianca sotto. Il cariotipo è 2n=48 FN=56-58.

## Biologia

### Comportamento
È una specie parzialmente diurna e gregaria. Costruisce complessi sistemi di cunicoli. I nidi sono mantenuti dalle femmine in estro. Quando minacciata, si alza sui piedi ed emette forti squittii.

### Alimentazione
Si nutre di semi, parti vegetali e artropodi.

### Riproduzione
Si riproduce durante tutto l'anno se le condizioni ambientali sono favorevoli. Le femmine danno alla luce 4-7 piccoli alla volta dopo una gestazione di 30-31 giorni. Lo svezzamento avviene dopo 28 giorni dalla nascita.

## Distribuzione e habitat
Questa specie è diffusa nella parte centrale e settentrionale dell'Australia Meridionale e nell'estrema parte sud-orientale del Territorio del Nord. In passato l'areale si estendeva anche nel Queensland e nel Nuovo Galles del Sud.
Vive in pianure alluvionali con una copertura di bassi arbusti.

## Tassonomia
Sono state riconosciute 5 sottospecie, delle quali 3 sono estinte:
- P.a.australis † : Nuovo Galles del Sud;
- P.a.auritus (Thomas, 1910): Australia Meridionale settentrionale ed estrema parte sud-orientale del Territorio del Nord;
- P.a.flavescens † (Troughton, 1936): Queensland centrale;
- P.a.lineolatus † (Gould, 1845): Queensland meridionale;
- P.a.minnie (Troughton, 1932): Australia Meridionale centrale.

## Conservazione
La IUCN Red List, considerato l'areale frammentato e il continuo degrado della qualità del proprio habitat, classifica P.australis come specie vulnerabile (VU).